# Jeany Spark
Jeannette "Jeany" Spark es una actriz inglesa más conocida por interpretar a Linda Wallander en la serie Wallander.

## Biografía
Jeany se graduó del Royal Academy of Dramatic Art "RADA" en el 2007. 

## Carrera
Jeany prestó su voz para el personaje de la enfermera Florence Nightingale en "The Angel of Scutari" y a Jelena en "Prisoner of the Sun" historias de audio de Doctor Who.
En el 2008 se unió al elenco de la serie británica Wallander donde interpretó a Linda Wallander, la hija del detective Kurt Wallander (Kenneth Branagh).
Ese mismo año apareció en la miniserie Tess of the D'Urbervilles donde dio vida a Mercy Chant, una maestra y buena amiga de Angel Clare (Eddie Redmayne).
En el 2010 apareció como invitada en la serie Sherlock donde interpretó a una joven sin hogar durante el episodio "The Great Game".
En el 2011 interpretó a la actriz inglesa Joan Malin en la película Hattie.
En el 2013 se unió al elenco de la serie Man Down donde interpreta a la directora Emma.
En el 2014 apareció como invitada en la segunda temporada de la serie Da Vinci's Demons donde dio vida a Ippolita Maria Sforza, Duquesa de Calabria, la esposa de Alfonso, Duque de Calabria (Kieran Bew) y breve amante de Lorenzo de' Medici (Elliot Cowan).
En el 2015 se unió al elenco principal de la serie The Interceptor donde interpretó a la detective inspectora Kate Gemmill, hasta el final de la serie ese mismo año.
En el 2016 se unió al elenco de la serie Jericho donde da vida a Isabella Lambton, una inversora en el viaducto que conoce a Charles Blackwood (Daniel Rigby).
En el 2018 se unió al elenco de la miniserie policiaca Collateral donde da vida a Sandrine Shaw, una capitán del ejército británico.

## Filmografía

### Series de televisión
| Año         | Título                    | Personaje             | Notas                                     |
| ----------- | ------------------------- | --------------------- | ----------------------------------------- |
| 2018        | Collateral                | Sandrine Shaw         | 4 episodios - miniserie                   |
| 2016        | Jericho                   | Isabella Lambton      | 8 episodios                               |
| 2015        | The Interceptor           | Det. Kate Gemmill     | 7 episodios                               |
| 2013 - 2015 | Man Down                  | Emma                  | 13 episodios                              |
| 2008 - 2015 | Wallander                 | Linda Wallander       | 10 episodios                              |
| 2014        | Da Vinci's Demons         | Ippolita Maria Sforza | 2 episodios                               |
| 2012        | Line of Duty              | Claire                | 2 episodios                               |
| 2011        | Black Mirror              | Camilla               | 1 episodio "El himno nacional"            |
| 2010        | Sherlock                  | Joven                 | 1 episodio "The Great Game"               |
| 2008        | Tess of the D'Urbervilles | Mercy Chant           | 3 episodios - miniserie                   |
| 2008        | Lewis                     | Jane Evans            | episodio "And the Moonbeams Kiss the Sea" |

### Películas
| Año  | Título           | Personaje  | Notas |
| ---- | ---------------- | ---------- | --- |
| 2013 | The Fifth Estate | Reportera  | junto a Benedict Cumberbatch, Daniel Brühl, Laura Linney, Stanley Tucci, Anthony Mackie, David Thewlis y Peter Capaldi |
| 2012 | Worm             | Susie      | corto - junto a Robert Glenister y Tom Basden                                                                          |
| 2011 | Hattie           | Joan Malin | junto a Ruth Jones, Robert Bathurst, Aidan Turner, Jay Simpson y Graham Fellows                                        |

### Teatro
| Año  | Obra                     | Personaje     | Director (a) | Teatro          | Notas |
| ---- | ------------------------ | ------------- | ------------ | --------------- | ----- |
| 2010 | Moscow Live              | Anna Fetisova | -            | -               | -     |
| 2010 | A Voyage Round My Father | Elizabeth     | -            | -               | -     |
| 2008 | Waste                    | Lucy          | -            | Almeida Theatre | -     |
| 2007 | Twelfth Night            | Viola         | -            | -               | -     |